# まにぃロード
『まにぃロード』は、栗橋伸祐による漫画作品。「月刊コミック電撃大王」において2001年4月号から2003年4月号まで連載された。単行本全3巻。また、主人公を変更した続編として『ぷりてぃまにぃず』がある。

## ストーリー
場所は秋葉原、武藤武蔵（むとう たけぞう）は路上で行き倒れていた所を小さな電器店に住む三姉妹に助けられる。だがその店は、借金のため立ち退き寸前の危機にあった。
姉妹の亡き父が軍艦模型の世界では伝説的な造形師であったことに気づいた武蔵は、恩返しとして自分の人脈で集めた模型オタクたちに遺品の模型を売ることで借金を返済。そして長女のはるなに、この店をお客さんのたくさん来る楽しいお店にして欲しいと頼まれた武蔵は、電器店をホビーショップ「まにぃロード」へと生まれ変わらせた。こうして武蔵と三姉妹の「まにぃロード」繁盛のための奮闘の日々が始まった。

## 登場人物
登場人物の名前は、基本的に旧日本海軍の艦艇が元ネタとなっている。
武藤武蔵（むとう たけぞう）
主人公。さまざまなオタク趣味に通じている。行動力があり面倒見がいい性格で、多くのオタクから慕われている。実家はヤクザの組だが、家業に関わるのが嫌で家出していた。
風呂嫌いで、身だしなみを含めて身の回りには無頓着。常に着ている黒衣の下には、エアブラシ他の様々な工具が装備されている。
衣島はるな（きぬしま はるな）
三姉妹の長女で社会人。癒し系の美女で非常に優しい性格。おっとりしているように見えるが芯はしっかりしている。登場当初は長髪だったが、店の宣伝のためにコスプレコンテストに出場した際、演じるキャラクターの髪型がショートカットだと知って自ら髪を切った。
衣島青葉（きぬしま あおば）
三姉妹の次女で高校生。陸上部に所属するスポーツが得意なボーイッシュな美少女。オタクや武蔵を毛嫌いし、自分の周りがオタク色で染められていくことに当初は抵抗していたが、少しずつ理解を示していく。本作のメインヒロイン的存在ではあるが、ラブコメ的展開はなかったため、武蔵との仲は結局恋愛にまでは進展しなかった。
衣島いすず（きぬしま いすず）
三姉妹の三女で小学生。天真爛漫な性格でテレビゲームの達人、コスプレも大好き。
衣島元男（きぬしま もとお）
故人。三姉妹の父。伝説の艦船モデラー。模型界を中心にその影響力は強く、あの青葉にすら色々な艦船トリビアを与えるほど。
望月京子（もちづき きょうこ）
青葉のクラスメイト。学校では地味で目立たないが実は隠れオタクのコスプレイヤーで、「カリフラワー」（後述）でコスプレ店員のバイトをしている。青葉とはもともと付き合いはなかったのだが、青葉が武蔵に連れられてカリフラワーを訪れた際に「自分の同類」と認識して接近し、なし崩しに友人関係になった。コミケに参加している姉（名前不詳）がいる。
三笠小次郎（みかさ こじろう）
秋葉原に本社を置く大手アニメショップ「カリフラワー」の社長。ハンサムでオタクには見えないタイプだが、武蔵と同レベルのオタクで、ライバル的存在となる。
初瀬治三郎（はつせ　じさぶろう）
現代のロダンと評される彫刻家。創作意欲を失ってもがいている時、青葉をモデルにすることで「萌え」に目覚める。
軍曹（ぐんそう）
本名不詳。武蔵のサバゲー仲間。大工の棟梁で電動ガンの自作も行う。ある事件における恩義から、「まにぃロード」の店舗改装に協力する。
明石鉄平（あかし てっぺい）
模型店「まる屋」の店員だったが、店長のあくどさに業を煮やして「カリフラワー」へ転職する。
夏島那沙美（なつしま なさみ）
青葉に憧れる後輩。陸上部員。多少、百合気味で望月にライバル心を燃やす。
友鶴（ともづる）
武蔵のテーブルトークRPG仲間。ゲームマスターとして「まにぃロード」で新作ゲームのテストプレイを行う。
多々良（たたら）
ネットの世界では世界を救った五勇者の侍、「咸臨丸」だが、リアルでは自信のない生物教師。青葉、望月らのクラス担任。
球磨（くま）
建築設計士。武蔵がかなり腕の良いドール者と見込み、共同で「まにぃロード」新作オリジナルドールの企画を行う。
大井譲（おおい ゆずる）
球磨の上司。大井設計事務所の社長。
最上（もがみ）/三隈（みくま）/鈴谷（すずや）/熊野（くまの）
武蔵のオタク仲間。コミケ当日で食中毒に当たり、武蔵へサークルの応援を依頼する。
唐沢（からさわ）
入稿期限ぎりぎりの外道な同人誌印刷に応えてくれる、唐沢印刷の社長。
大家（おおや）
本名不詳。武蔵が松戸のアパートに住んでた頃の家主。武蔵にアパートを燃やされて損害請求を突きつける。容姿はゲーム「ピーヒョロミーコ」に登場する妖魔女王オバンドそっくり。
広丙軒の店長（こうへいけんのてんちょう）
本名不詳。「まにぃロード」隣のラーメン屋店主。無気力な態度で店を営業していたが、武蔵に発破を掛けられてやる気を出す。
武藤信濃（むとう しなの）
武蔵の妹。実家でのオタク趣味禁止令を逃れるため上京してきた。メイド好きの巫女スキー。続編『ぷりてぃまにぃず』では主人公に昇格。
武藤大和（むとう やまと）
武蔵の兄。父に代わり、実家（組）を実質仕切っている。

## 単行本
1. 2002年2月15日初版発行 ISBN 4-8402-2047-6
2. 2002年10月15日初版発行 ISBN 4-8402-2210-X
3. 2003年5月15日初版発行 ISBN 4-8402-2368-8